# Academia Mihăileană

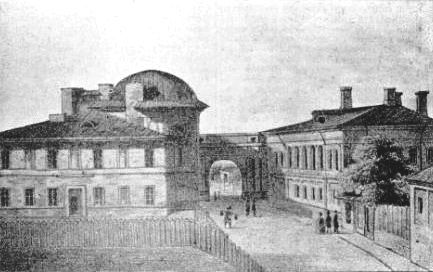
Academia Mihăileană din Casele Cazimir (stânga) și Voinescu (dreapta), unite printr-un pasaj sub formă de arc

Academia Mihăileană este prima instituție de învățământ superior modernă din Moldova (1835 - 1847). A fost inaugurată la Iași sub domnia lui Mihail Sturdza, prin strădania lui Gheorghe Asachi și a altor învățați români moldoveni ai vremii. Aici se țineau cursuri de istorie, drept, chimie, matematică, științe biologice, astronomie, limba elină, geometrie și arhitectură. Este precursoare a Universității din Iași și a Colegiului Național.
Academia Mihăileană a funcționat în Casele Cazimir și Voinescu.

## Profesori și elevi importanți
- Dimitrie Asachi (1820-1868), matematician
- Simion Bărnuțiu (1808-1864), filosof și jurist
- Damaschin Bojincă (1802-1869), profesor, politician, istoric
- Alexandru Costinescu (1812-1872), inginer, arhitect
- Iacob Cihac (1800-1888), medic, profesor de istoria științelor
- Anastasie Fătu (1816-1886), medic și naturalist, fondator a Grădinii Botanice din Iași
- Christian Flechtenmacher (1785-1843), jurist, profesor de drept
- Ion Ghica (1816-1897), politician, diplomat, scriitor, profesor
- Dimitrie Gusti (1818-1887), scriitor, politician, profesor
- Ion Ionescu de la Brad (1818-1891), revoluționar, agronom, economist, scriitor, profesor
- Mihail Kogălniceanu (1817-1891), politician, istoric, profesor
- Gheorghe Lemeni (1813-1848), pictor
- Petre Maler-Câmpeanu (1809-1893), profesor de filosofie, filolog
- Eftimie Murgu (1805-1870), revoluționar, politician, profesor de filosofie
- Gheorghe Năstăseanu (1812-1864), pictor
- Gheorghe Panaiteanu-Bardasare (1816-1900), pictor și grafician
- Gheorghe Săulescu (1798-1864), filolog, poet, profesor de istorie universală și logică
- Filaret Scriban (1811-1873), teolog, traducător, profesor de retorică, literatură și mitologie
- Neofit Scriban (1808-1884), teolog, scriitor
- Teodor Stamati (1812-1852), fizician și matematician
- Alexandru Grigore Suțu (1837-1895), profesor de franceză si greacă
- Anton Velini (1812-1873), profesor de filosofie, pedagog